# Movimento Artístico Universitário
O Movimento Artístico Universitário foi um importante evento artístico e cultural brasileiro, ocorrido no Rio de Janeiro nos anos 70.

## Histórico
Teve suas origens em reuniões feitas na residência do psiquiatra Aluízio Porto Carreiro de Miranda e sua mulher Maria Ruth, ainda em meados da década de 1960. Músico, Aluízio promovia saraus musicais, às sextas-feiras.

## Fundadores
Dentre os nomes que participaram dos primeiros momentos do MAU, estavam artistas que viriam a se consagrar, tais como Gonzaguinha, Ivan Lins, Aldir Blanc, César Costa Filho, entre outros.

## Festivais
Apesar de viver o país uma ditadura militar, fervilhava o meio cultural e os festivais eram grande sucesso de público, realizados sobretudo pelas maiores redes de televisão, como a Globo e Record.
O MAU também engendrou seu festival, realizado no Instituto de Educação, chamado de Festival Jaceguai, associado à extinta TV Tupi.

## Importância
As reuniões da casa de Aluízio atraíam, além dos jovens universitários, nomes já consagrados da MPB, como Cartola, Milton Nascimento, Ney Matogrosso e outros, influenciando de forma indiscutível a produção musical do período.
Duas de suas filhas casaram-se com cantores: Regina, com Márcio Proença, e Ângela, com Gonzaguinha.